# Vassal引擎
VASSAL引擎是一個用來建構和線上遊玩圖版遊戲、桌上遊戲、卡牌遊戲的遊戲引擎。它讓使用者可以即時地透過網路進行遊戲，也能透過E-Mail進行遊戲（郵遞型遊戲）。VASSAL可以在任何平台上運行，並且是一個免費、開源的軟體。VASSAL本身是不包含任何遊戲的，要進行一場遊戲，玩家們必須先下載、新增各種遊戲模組（module）到VASSAL裡，或是透過VASSAL編輯器自己建構並新增遊戲模組。之後，玩家可以在VASSAL的伺服器上尋找擁有同一個遊戲的其他玩家，或者透過點對點連線直接連接到特定的玩家處進行即時遊戲。當然玩家們也能透過共用一台電腦的方式進行遊戲（熱座模式）。VASSAL由JAVA寫成，可以從SourceForge網站在LGPL協議下取得。

## 歷史
VASSAL最初由羅德尼·金尼（Rodney Kinney）在1999年開發，此軟體原先是一個意在透過網路遊玩圖版遊戲Advanced Squad Leader的工具，因此命名為Virtual Advanced Squad Leader，簡稱VASL。VASSAL現在包含了更多種類的遊戲。

## 可用的模組
VASSAL目前包含了超過800個遊戲模組可以使用，以下列出一些例子。

### 桌上遊戲
- Vassal 40K：模擬《戰鎚40000》的模組。[4]
- 哥特艦隊[5]
- Mordheim [6]
- Star Wars Tactics [7]
- Warmachine and Hordes[8]

### 圖版遊戲
- 外交[9]
- HeroQuest[10]
- Pandemic[11]
- 宇宙荒舟[12]
- Shadows over Camelot [13]
- Memoir 44[14]
- World in Flames[15]

### 卡牌遊戲
- 撲克牌 [16]
- 橋牌/傷心小棧 [17]

## 版權和授權議題
在2008年9月，Games Workshop發出一禁制命令（cease-and-desist）給Tim Davis，Vassal40k當時的開發團隊領導。不過此模組目前仍可使用並且持續更新。

## 外部連結
- （英文）VASSAL官方網站 （页面存档备份，存于）
- （英文）SourceForge上的VASSAL引擎頁面 （页面存档备份，存于）